# مانی (خدا)

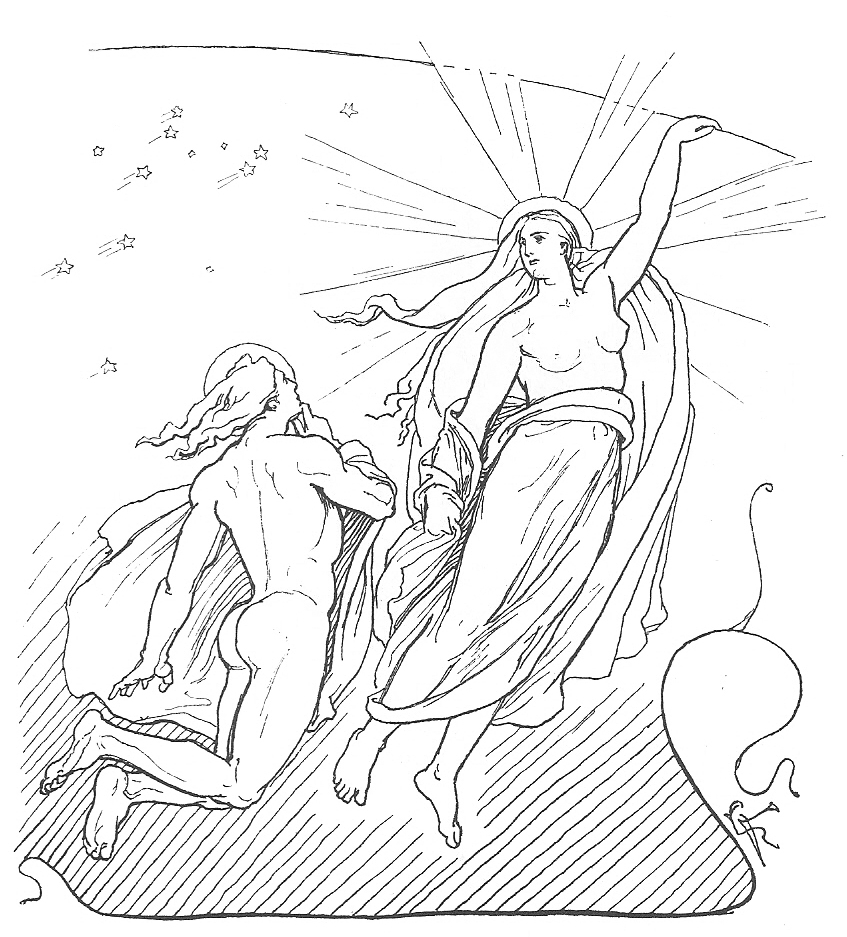
تصویری از مانی و سول (۱۸۹۵)

مانی در اساطیر اسکاندیناوی، تجسم شخصیت ماه است. این خدا از چهره‌های واقعه آخرالزمان راگناروک است. بر اساس مجموعه‌های ادای شاعرانه و ادای منثور، او برادر ایزدبانوی خورشید، سول و فرزند موندیلفاری به‌شمار می‌رود. در افسانه‌های شمال، هر شب گرگی به نام هاتی در آسمان سعی می‌کرد ماه را بگیرد و از طرفی برادرش اسکول نیز در تعقیب خورشید بود. این دو گرگ سرانجام در دورهٔ راگناروک، ماه و خورشید را گرفتند. مانی هر شب ماه را پایین می‌کشد.